# ラディケーリ
ラディケーリ (Det Radikale Venstre [ʁɑd̥iˈkʰæːˀlə]) は、デンマークのリベラルまたは社会自由主義政党。1905年にヴェンスタから離党した議員により結成された。正式名を直訳すると急進左翼党になる。しかし掲げるイデオロギーは社会自由主義（Social Liberalism）であり、社会主義ではない。彼らは公式英語名としてSocial Liberal Party(社会自由党)を使う一方、国際的なコンテキストにおいても、Radikaleを使うことが多い。
支持基盤としては小規模農家と都市部の市民派（知識エリートと自営業者）であったが、次第に薄く広く支持を集めるようになってきた。起源がブルジョワジーの政党であるにもかかわらず、ほとんどの場合デンマーク社会民主党のジュニアパートナーとしてブルジョワブロックと敵対してきた。
自由主義インターナショナル加盟政党。